# Ivot
Ivot è una cittadina della Russia europea occidentale, situata nella oblast' di Brjansk. È dipendente amministrativamente dal rajon Djat'kovskij.
Sorge nella parte nordorientale della oblast', alcune decine di chilometri a nord del capoluogo Brjansk e 15 chilometri a nordovest di Djat'kovo, capoluogo distrettuale.